# Świdnik Wschód
Świdnik Wschód lub Świdnik Wschodni – przystanek kolejowy w Świdniku w województwie lubelskim w Polsce. Znajdują się tu 2 perony.

## Ruch pasażerski[2]
| Rok  | Wymiana pasażerska na dobę |
| ---- | -------------------------- |
| 2017 | 300-499                    |
| 2018 | 300-499                    |
| 2019 | 300-499                    |
| 2020 | 200-299                    |
| 2021 | 200-299                    |
| 2022 | 300-499                    |
| 2023 | 300-499                    |